# 3399 Kobzon
3399 Kobzon (1979 SZ9) là một tiểu hành tinh vành đai chính được phát hiện ngày 22 tháng 9 năm 1979 bởi N. Chernykh ở Nauchnyj.